# アルルの女

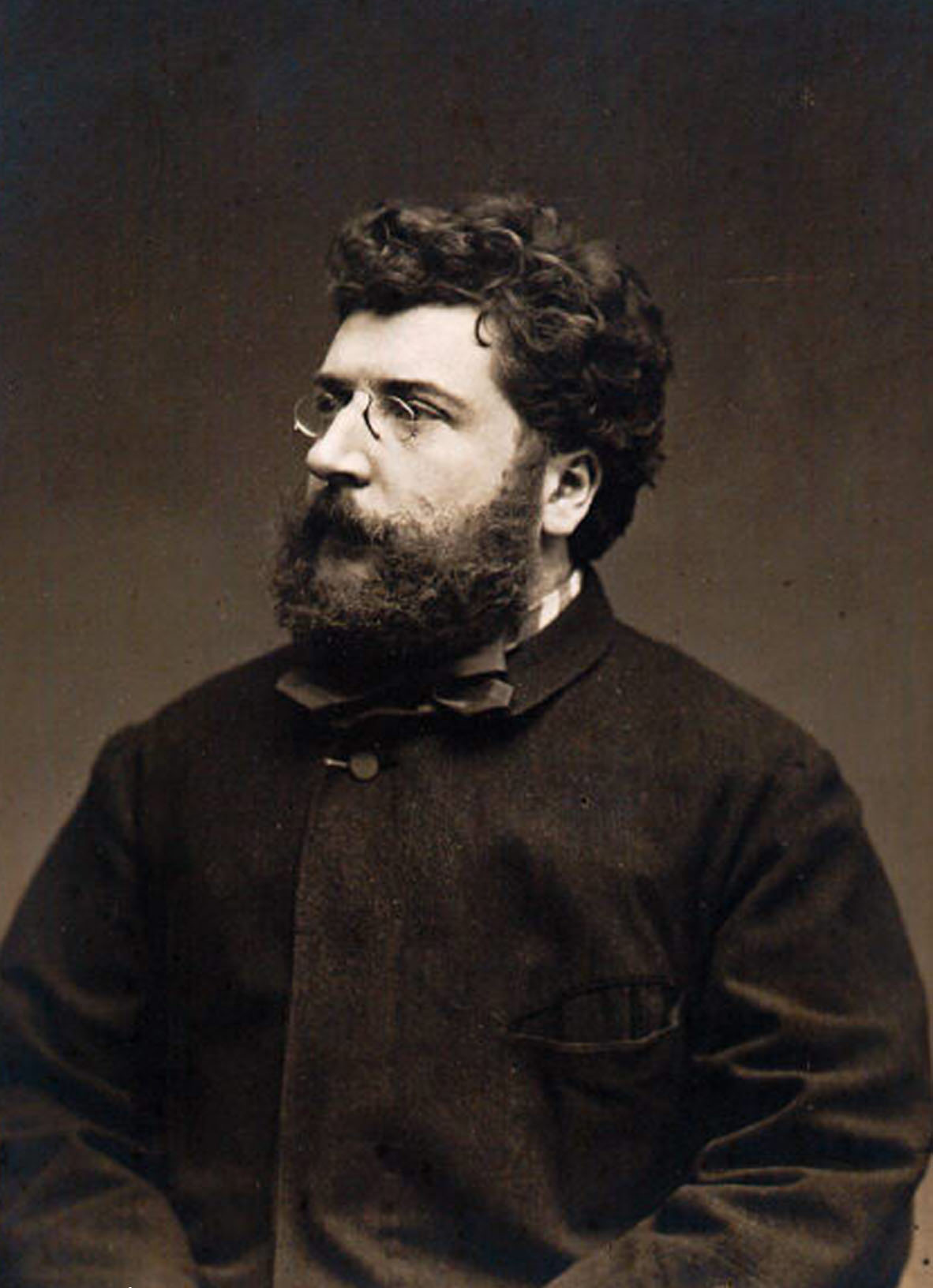
ジョルジュ・ビゼー

『アルルの女』（アルルのおんな、フランス語: L'Arlésienne）は、ジョルジュ・ビゼーによる全27曲の付随音楽であり、アルフォンス・ドーデの同名の短編小説『アルルの女』およびそれに基づく戯曲の上演のために1872年に作曲されたものである。付随音楽から編曲された2つの組曲が一般には最も広く知られている。

## あらすじ
南フランス豪農の息子フレデリは、アルルの闘牛場で見かけた女性に心を奪われてしまった。フレデリにはヴィヴェットという許嫁がいるが、彼女の献身的な愛もフレデリを正気に戻すことはできない。日に日に衰えていく息子を見て、フレデリの母はアルルの女との結婚を許そうとする。それを伝え聞いたヴィヴェットがフレデリの幸せのためならと、身を退くことをフレデリの母に伝える。ヴィヴェットの真心を知ったフレデリは、アルルの女を忘れてヴィヴェットと結婚することを決意する。2人の結婚式の夜、牧童頭のミティフィオが現れて、今夜アルルの女と駆け落ちすることを伝える。物陰からそれを聞いたフレデリは嫉妬に狂い、祝いの踊りファランドールがにぎやかに踊られる中、機織り小屋の階上から身をおどらせて自ら命を絶つ。

## 日本語訳（戯曲）
- 『アルルの女』横山正幸訳 福永書店 1926年
- 『アルルの女』中山鏡夫訳 仏語研究社 1926年
- 『ドーデー選集 第2 アルルの女（桜田佐訳）留守の人たち（岡田弘訳）』十字屋書店 1949年
- 『アルルの女』桜田佐訳 岩波文庫 1950年
- 『アルルの女』村上菊一郎訳 新潮文庫 1952年
- 『アルルの女』加藤道夫訳 角川文庫 1952年

## 劇付随音楽
作曲期間が短く、また契約の関係で極めて小編成のオーケストラしか使えなかったため、作曲には大変苦労したという話が伝わっている。初演の評価は芳しくなかった。6年後に再演された時は大好評のうちに迎えられたが、その時すでにビゼーはこの世の人ではなかった。

### 楽器編成
ハープ、フルート2、オーボエ（コーラングレ）1、クラリネット1、ファゴット1、アルト・サクソフォーン1、ナチュラルホルン1、ヴァルヴ・ホルン1、ティンパニ、プロヴァンス太鼓、ピアノ、ハルモニウム、弦五部（第1ヴァイオリン4、第2ヴァイオリン3、ヴィオラ1、チェロ5、コントラバス2）、合唱

## 組曲
一般に知られているのは、演奏会用に劇付随音楽から数曲を選んだ組曲である。

### 第1組曲
第1組曲はビゼー自身が通常オーケストラ向けに編成を拡大して組曲としたものである。劇付随音楽が初演された直後の1872年11月10日に初演されて成功を収めた。
第1曲『前奏曲』
劇音楽No.1 序曲から。3部構成。第1部の主旋律は、プロヴァンス民謡『3人の王の行列』に基づく。第2部のアルト・サクソフォーンによる旋律は、フレデリの弟の知的障害を表す動機によっている。第3部は、フレデリの恋の悩みを表している。
第2曲『メヌエット』
劇音楽No.17 間奏曲から。
第3曲『アダージェット』
劇音楽No.19 メロドラマの中間部から。
第4曲『カリヨン』
劇音楽No.18 導入曲およびNo.19 メロドラマ前後部から。ビゼーは『アダージェット』に使わなかった部分を中間部に置く三部形式に構成し直している。

### 第2組曲
第2組曲は、ビゼーの死後の1879年に彼の友人エルネスト・ギローの手により完成された。ギローは管弦楽法に長けていただけでなく、ビゼーの管弦楽法の癖についてもよく把握しており、『アルルの女』以外の楽曲も加えて第1組曲と同じようなオーケストラ編成で編曲した。
第1曲『パストラール』
劇音楽No.7 導入曲および合唱から。もともと二部に分かれていた曲を、ギローは三部形式に構成し直している。
第2曲『間奏曲』
劇音楽No.15 導入曲から。中間部のアルト・サクソフォーンによる敬虔な旋律は、『神の子羊』という歌曲としても歌われた。
第3曲『メヌエット』
アルルの女といえば、この曲と連想されるほど有名な曲であるが、実はビゼーの歌劇『美しきパースの娘』の曲をギローが転用、編曲したものである。フルートとハープによる美しい旋律が展開される。
第4曲『ファランドール』
劇音楽No.21 ファランドールなどからギローが終曲として構成。プロヴァンス民謡『3人の王の行列』（短調）に基づく旋律とファランドールが組み合わされ、熱狂的なクライマックスを築き上げる。『ファランドール』の軽快な旋律は、民謡『馬のダンス』（長調）に基づく。

### 楽器編成
通常の二管編成（ただしサクソフォーンが加わる）に拡大され、金管楽器が大幅に追加されている。またハルモニウムは省かれ、ハープが追加されている。
フルート2（第2では持ち替えでピッコロ1）、オーボエ2（持ち替えでコーラングレ1）、クラリネット2、ファゴット2、アルト・サクソフォーン1、ホルン4（第2組曲の間奏曲では3・4番ホルンにヴァルヴ付きが指定されている）、コルネット2、トランペット2（省略可。ただしその場合、第1・第2組曲の2つのメヌエットにおけるトランペット・パートはコルネットで代用すること）、トロンボーン3、ティンパニ、スネアドラム（第1のみ）、シンバル、バスドラム、プロヴァンス太鼓（以上第2のみ）、ハープまたはピアノ、弦五部（第1ヴァイオリン、第2ヴァイオリン、ヴィオラ、チェロ、コントラバス：それぞれ通常の人数）

## 備考
- 付随音楽、第1組曲、第2組曲とも、サクソフォーンをオーケストラで用いた楽曲としてはごく早い時期のもので、一般に知られる曲では最も古い。組曲はサクソフォーン抜きでも他の楽器による代替で演奏可能に書かれているが、今日ではあまり行われない。